# 2012年ロンドンオリンピックの北朝鮮選手団
2012年ロンドンオリンピックの北朝鮮選手団（2012ねんロンドンオリンピックのきたちょうせんせんしゅだん）は、2012年7月27日から8月12日にかけてイギリスの首都ロンドンで開催された2012年ロンドンオリンピックの北朝鮮選手団、およびその競技結果。

## 概要
今大会は金メダル4個、銅メダル3個の合計7個のメダルを獲得した。
2020年11月、3位だったルーマニア選手のドーピング発覚により、繰り上げの対象となるウエイトリフティング男子69kg級の銅メダルを獲得した。

## メダル
| メダル | 選手名             | 競技                 | 種目                     |
| ------ | ------------------ | -------------------- | ------------------------ |
| 金     | オム・ユンチョル   | ウエイトリフティング | 男子56kg級               |
| 金     | キム・ウングク     | ウエイトリフティング | 男子62kg級               |
| 金     | リム・ジョンシム   | ウエイトリフティング | 女子69kg級               |
| 金     | 安琴愛             | 柔道                 | 女子52kg級               |
| 銅     | ヤン・ギョンイル   | レスリング           | 男子フリースタイル55kg級 |
| 銅     | リャン・チュンファ | ウエイトリフティング | 女子48kg級               |
| 銅     | キム・ミョンヒョク | ウエイトリフティング | 男子69kg級               |